# 니혼대 투쟁
니혼대 투쟁(일본어: 日大闘争 니치다이토소[*])은 1968년(쇼와 43년)부터 1969년(쇼와 44년)에 걸쳐 진행된 니혼대학의 대학분쟁이다. 사학재단의 막대한 비자금이 표면화함으로써 학생들의 분노가 폭발한 것이 발단이다. 아키타 아케히로에 의해 조직된 니혼대학전학공투회의(일대전공투)는 교직원조합, 학부모회까지 포섭하면서 전학적으로 확산되는데, 사실상 최초의 전공투였다.
동년 9월에는 학생측이 대중단교를 통해 후루타 쥬지로 회장을 필두로 하는 대학본부측에 회계의 전면공개 및 이사진 총사퇴를 약속받았다. 그러나 곧 이 약속은 휴짓조각이 되고 전공투가 봉쇄하고 있는 교사의 해방을 경찰에 요청, 학내에 경시청 기동대가 투입되며 진압되었다.

## 용도불명금
발단이 된 용도불명금은 각 학부의 독립채산제를 이용해 입학금, 수업료, 기부금의 일부를 대학본부에 “총합비”라는 명목으로 납부되어 그 소득의 일부를 숨기고 이면장부로 운용되고 있었다. 1968년 2월 8일 국세청이 니혼대학 11학부 2고교의 감사를 시작, 4월 14일 발표에서 1963년부터 1967년까지 5년간 총 20억 엔의 용도불명금이 조성된 것을 발견했다. 5월 5일에 추가적인 용도불명금이 적발되어 그 금액이 총 34억 엔에 달했다. 그 목적은 크게 다음 다섯 가지로 나뉘었다.
1. 비과세 수당 (급여에 없는 몰래급여)
2. 헌납금 (각 학부가 본부에 바치는 뇌물예산)
3. 학생대책비 (학생운동을 방해하기 위한 체육회, 응원단 예산)
4. 조합대책비 (교직원조합의 파업 깨기 용도)
5. 사교섭외비 (후루타 회장의 일본회 외 다른 후원회들을 통하여 정재계에 헌금)

## 전공투 결성
학생들의 항의운동은 경제학부를 중심으로 몇 명 규모의 작은 토론회로 이루어지고 있었다. 그러다 5월 21일 경제학부 지하홀에서 처음으로 수백 명 규모의 토론회가 열리고, 5월 23일에는 교직원들이 셔터를 내려 학생들이 갇히는 등 방해를 받는다. 5월 24일 체육회 학생들이 쳐들어가 지하홀을 점거하고 문을 닫아 토론회 참여 학생들을 들이지 않았다. 학생들은 교사 앞에서 농성, 천수백명 규모의 항의집회가 시작되었다. 여기에 법대생 2천 명이 합류, 킨카(錦花)공원까지 행진하고 다시 경제학부 교사로 돌아가 3호관 앞에서 항의집회를 실시했다. 이 지하홀 토론과 항의시위에 앞장선 것이 경제학부생 아키타 아케히로였다. 다음 날 아키타는 집회와 행진을 주도한 죄로 징계처분을 당했다. 그것을 안 문리학부에서 항의집회를 시작, 우익 학생들의 폭행을 받으면서도 시모타카이도까지 행진하여 경제학부의 항의집회에 합류, 경, 법, 문 총합 5천 명 규모의 총궐기 집회가 되었다. 이들은 학과별 투쟁위원회 설립과
1. 34억엔 용도불명금 규탄
2. 처분 백지화
3. 대중단교 요구

3가지 구호를 정했다. 이 집회는 전체 학부 학생에게 영향을 미쳐, 5월 27일에는 경, 문, 법에 더하여 예, 상, 이, 농, 치 각 학부가 경제학부 건물 앞에서 항의집회에 참가했다. 이로써 아키타를 의장으로 하는 니혼대학전학공투회의(일대전공투)가 결성되어 다시금
1. 재적이사 총퇴진
2. 회계 전면공개
3. 집회의 자유 인정
4. 부당처분 백지화

4개 구가 확인되었다. 이후 검열제도 철폐가 추가되었다.

## 동맹휴학
5월 31일, 7천 명이 모인 대중단교 요구 집회가 문리학부에서 열리고, 6월 4일 다시 대중단교 요구 집회가 열려 1주일 이내에 전공투의 요구에 일대 본부가 응답하지 않으면 학생들은 스트라이크에 돌입할 것이라 선언했다. 6월 11일까지 본부의 답변이 없었기 때문에 경제학부와 법학부는 다음날부터 스트라이크에 돌입했다. 이 날 니혼대 학생 약 1만 명이 참여한 총궐기 집회가 이루어졌지만, 체육계 학생들과 우익단체가 쇠파이프, 투석, 일본도, 포환 등 흉기를 사용한 피습을 하여 200 이상의 중경상자가 발생했다. 6월 15일에는 문리학부, 18일에는 상학부, 19일에는 예술학부, 22일에는 농수의대, 24일에는 문리학부 미시마 교사가 스트라이크에 돌입했다.

## 기동대 투입
체육회와 우익폭력단의 전공투 습격이 여러 차례 일어나서, 스트라이크 참여 학생들은 처음에는 기동대가 그들을 제압해주기를 기대했다. 그러나 6월 11일 우익 학생들이 경제학부 교사를 점령하고 전공투 학생들의 머리 위에 물건을 떨어뜨리는 등의 행위를 기동대가 제지하지 않고, 집회 참여 학생만 5명이 체포되는 등 자의적으로 전공투 학생만 검거하자 이 날부터 전공투는 기동대를 후루타 이사회를 지키는 폭력장치로 간주하기 시작, 저항이 과격화해 나간다.
기동대가 전공투를 철저히 단속하는 계기가 된 것은 9월 4일 새벽 경제학부 본관 바리케이드 봉쇄 해제에 출동한 기동대원 1명이 학생들이 4층에서 떨어뜨린 16 kg짜리 콘크리트 조각에 맞아 순직한 사건이다. 이에 따라 경시청 공안부의 무라카미 켄 경시정은 기자회견에서 “경시청은 지금까지 학생 측에도 할 말이 있다고 생각하고 있었지만, 이제 앞으로는 손대중하지 않겠다”고 분노를 드러냈다. 이 사건으로 학생에 대한 분노가 경찰 전체에 퍼졌다. 그전까지 경찰은 학생의 검거보다 해산을 중시했지만, 이 때부터 철저한 단속을 실시하여 10월 4일 아키타를 비롯한 전공투 위원 8명에게 구속영장이 나와 12월까지 그들 모두 체포되었다.

## 종식
9월 30일, 학생과 대학본부의 협상의 장으로 “전학집회”가 료고쿠 강당에서 진행되었다. 이 자리에 3만 5천 명이 참가하여 전공투 측은 이를 노동조합법의 단체교섭에 비유하여 “대중단교”라고 불렀다. 12시간의 협상 끝에 대학본부는 회계 공개 및 이사진 퇴진 등 전공투측의 요구를 일단 받아들였다. 그러나 다음날 사토 에이사쿠 총리가 “대중단교는 상식에 일탈한다”고 참견하여 본부측이 학생들과의 약속을 철회했다. 료고쿠 강당에는 일본도를 든 체육회 학생들이 난입, 이후 기동대가 돌입하자 전공투측 학생들이 박수로 기동대를 맞이했지만 기동대는 반대로 전공투측 학생들만 진압했다. 이로써 일대투쟁은 진정되지만, 일부 학생들은 도쿄대 투쟁 등에 합류했다.
니혼대는 진정 이후 무사시노역의 임시교사에서 수업을 재개했다. 임시교사는 주변이 공터와 밭이었고, 철조망으로 둘러쌓인 채 입구에 직원이 상주하여 출입시 학생증 제시를 요구했다. 그래서 소위 “일대 아우슈비츠(日大アウシュビッツ)”라고 했다.
일대전공투는 급진화에 따라 학생 일반의 광범위한 지지를 잃었고, 이후에도 일부 학생이 활동을 계속했지만 1970년대 초에 자연소멸했다.
학생과 경찰 양측에 다수의 부상을 낸 책임을 지고 나가타 키쿠시로 총장이 사퇴, 이후 스즈키 마사루가 제6대 총장으로 선출되었다. 또한 타카나시 마사유키가 새로이 이사장이 되었다. 후루타 쥬지로는 회장직을 유지했지만 1970년 니혼대학 부속병원에서 사망한다. 병원측에서는 일대전공투가 쳐들어오는 것을 피하려고 가명으로 수속을 했다.